# John Gotti: Das Erbe eines Mafioso
John Gotti: Das Erbe eines Mafioso (Originaltitel: Gotti: Godfather and Son) ist eine 4-teilige US-amerikanische Krimi-Dokureihe über den Werdegang des berüchtigten Mafiosos John Joseph Gotti und seines Sohnes John Angelo Gotti in den Reihen der Gambino-Familie von der amerikanischen Cosa Nostra.

## Handlung
Der Regisseur verschafft mit hochwertigen Spielszenen, Archivbildern und Interviews mit namhaften Personen wie William DeMeo, Bruce Cutler, Shira Scheindlin, Ronald L. Kuby und Verwandten wie dem Thronfolger John Angelo Gotti selbst, Einblicke in das Leben von John Joseph Gotti. Diese sprechen in Interviews über den Mafia-Boss als Familienvater und über seine Mafia-Aktivitäten.

## Episodenliste
| Nr. (ges.) | Nr. (St.) | Deutscher Titel          | Originaltitel       | Erstausstrahlung USA | Deutschsprachige Erstausstrahlung (D/A/CH) |
| ---------- | --------- | ------------------------ | ------------------- | -------------------- | ------------------------------------------ |
| 1          | 1         | Aufgewachsen in New York | Kid Christmas       | 9. Juni 2018         | 2. Nov. 2018                               |
| 2          | 2         | Ein gemachter Mann       | A Made Man          | 9. Juni 2018         | 2. Nov. 2018                               |
| 3          | 3         | Die Last der Macht       | Fathers and Sons    | 10. Juni 2018        | 9. Nov. 2018                               |
| 4          | 4         | Ein Leben danach         | Sins of the Fathers | 10. Juni 2018        | 9. Nov. 2018                               |